# Алисултанов, Алисултан Абдулатипович
Алисултан Абдулатипович Алисултанов (род. 13 ноября 1964 в Альбурикенте, Дагестанская АССР, РСФСР, СССР) — советский борец вольного стиля, призёр чемпионата Европы, призёр чемпионата СССР. Мастер спорта международного класса по вольной борьбе.

## Биография
Родился 13 ноября 1964 года в посёлке Альбурикент, Дагестанской АССР. На чемпионате Европы стал третьим (1990). Боролся в весовой категории до 57 кг.

## Спортивные достижения
- Бронзовый призёр чемпионата Европы в Познани (1990)
- Победитель Гран-При Германии (1990)